# Моральная статистика
Моральная или нравственная статистика ― числовые данные, на основе которых определяются показатели девиантного поведения среди различных социальных групп. Сюда относятся статистические данные о преступлениях (против личности и собственности), неграмотности, самоубийствах, случаев рождения детей вне брака, абортах, разводах, проституции и массовой бедности.

## Истоки
Начало сбора подобных данных часто приписывается английскому учёному Джону Граунту. Граунт в 1682 году провёл анализ сведений о смертности в Лондоне посредством сведения в таблицы данных о рождениях и смертях, собранных им по лондонским приходам. Начало систематического сбора статистических данных о населении (теперь эта наука называется демография) относится к середине XVIII века: ключевую роль в этом часто отводят Зюссмильху. Данные о моральных переменных начали собираться и распространяться различными государственными учреждениями (в первую очередь во Франции и Великобритании) в начале XIX века и широко использовались в дебатах о социальных реформах.
Первой крупной работой по теме моральной статистики было сочинение под названием «Очерк моральной статистики Франции», написанный Андре-Мишелем Герри в 1833 году. В этой книге Герри представил тематические карты департаментов Франции, закрашенных в соответствии с неграмотностью, преступлениями против личности и собственности, незаконностью, пожертвованиями бедным и т. д. Автор использовал собранные им данные, чтобы задавать вопросы о том, как эти моральные переменные могут быть связаны. В Британии этой же проблематикой с 1847 года занимался Джозеф Флетчер, опубликовавший несколько статей на тему моральной и образовательной статистики Англии и Уэльса. Рождение моральной статистики современного типа связывают с деятельностью бельгийца Адольфа Кетле (1796—1874).